# Michael Campbell (évêque)
Pour les articles homonymes, voir Campbell et Michael Campbell.
Michael Campbell (né le 2 octobre 1941 à Larne) est un ecclésiastique britannique de confession catholique, membre de l'ordre de Saint-Augustin, évêque de Lancastre de 2009 à 2018. 

## Formation et premiers postes
Issu d'une famille de six enfants, Michael Campbell fait ses études secondaires à la Campion House, d'Osterley, proto-séminaire tenu par les Jésuites, de 1960 à 1962. Il rejoint en août 1962 le Clare Priory comme novice au sein de l'ordre de Saint Augustin. À l'issue de son noviciat, il poursuit ses études et reçoit le Bachelor of Arts en langues sémites de l'University College Dublin. De 1968 à 1972, il poursuit ses études à l'Université pontificale grégorienne de Rome, et reçoit l'ordination sacerdotale le 16 septembre 1971.
Son premier poste est une charge d'aumônier et enseignant dans une école de Southport. De 1972 à 1975, il est vicaire (curate) de la paroisse St John Stone de cette ville. Durant la décennie  1975-1985 il est à nouveau aumônier et enseignant, et aussi prieur de la communauté de St Monica’s, à Hoxton, faubourg de Londres. Parallèlement, il obtient la Maîtrise en études bibliques au King's College.

## Carrière de prêtre et d'enseignant
Après 4 ans passés de 1985 à 1989 à Jos au Nigeria comme enseignant au séminaire Saint Augustin, il rejoint l'Angleterre, comme enseignant à l'Austin Friars St Monica's School dans le diocèse de Lancaster. L'évêque John Brewer lui confie la charge de vicaire épiscopal chargé de la vie religieuse, de 1990 à 1999. Il rejoint ensuite l'archidiocèse de Westminster pour occuper le poste de prieur et de prêtre rattaché à la paroisse St Augustin de Hammersmith, avec à nouveau une charge de vicaire épiscopal chargé de la vie religieuse. 
En février 2008 Michael Campbell est nommé évêque coadjuteur de Lancaster ; il est sacré évêque dans la cathédrale Saint-Pierre par l'évêque en titre Patrick O'Donoghue (en). Il prend la succession de ce dernier lors de son retrait en mai de l'année suivante. Michael Campbell est le sixième évêque de Lancaster. Il se retire à l'âge de 76 ans le 12 février 2018. 

## Actions et prises de position
L'action de Michael Campbell s'est placée sur de nombreux points dans la lignée de son prédécesseur Patrick O'Donoghue, auteur d'un rapport remarqué sur l'état de l'Église diocésaine et l'implication des laïcs et des structures associées : Fit for mission. En 2012, Michael Campbell intervient dans le débat sur le relâchement des règles de priorité lors de l'admission dans les écoles catholiques. Se demandant s'il n'est pas temps d'« admettre que nous ne pouvons pas conserver des écoles qui n'ont de catholique que le nom », il souligne que la raison d'être de l'Église est d'évangéliser, ce qui fait que « les bâtiments, églises, paroisses, écoles et universités n'ont d'intérêt que dans la mesure où ils concourent à cette mission de salut ».
Sous l'impulsion de Michael Campbell, et toujours à la suite du document Fit for mission, le diocèse de Lancaster livre les résultats d'une réflexion de trois ans sur le diaconat, dont le compte-rendu final est salué par la Congrégation pour le Clergé, et insistant sur l'atmosphère de collaboration confiante qui doit exister entre prêtre et diacre, et les spécificités du rôle de ce dernier en direction des plus démunis.

## Œuvres
Tous les livres de Michael Campbell ont été édités par la maison St Pauls'. Un des responsables de cette société souligne qu'avec six livres édités en cinq ans, l'évêque de Lancaster est un des auteurs les plus prolifiques, juste après le pape Benoît XVI :
- A Shoot from the Stock of Jesse (2006)
- Mary, Woman of Prayer (2007)
- A Time to Seek the Lord (2008)
- The Greatest of These is Love (2008)
- The Way of the Cross with Saint Paul (2009)
- You will be My Witnesses (2011)

## Sources
- (en) Biographie sur le site du diocèse de Lancaster
- (en) Fiche sur le site catholic-hierarchy